# Master Series 88–96
Master Series 88–96 — сборник песен шведской поп-группы Army of Lovers, вышедший в 1997 году в странах Европы на лейбле PolyGram.
В сборник вошли лучшие хиты группы, в том числе песня «When the Night Is Cold», впервые вышедшая на CD.

## Список композиций
1. «Crucified»
2. «Ride the Bullet» (1991 Remix)
3. «My Army of Lovers»
4. «Obsession»
5. «Love Me Like a Loaded Gun»
6. «When the Night Is Cold»
7. «We Stand United»
8. «Candyman Messiah»
9. «Judgement Day»
10. «Israelism»
11. «La Plage de Saint Tropez»
12. «I Am»
13. «Lit de Parade»
14. «Sexual Revolution»
15. «Stand Up for Myself»
16. «Give My Life»
17. «Venus & Mars»
18. «The Day the Gods Help Us All»